# Liste der brasilianischen Botschafter in Iran
Dies ist eine Liste der brasilianischen Botschafter in Iran. Die brasilianische Botschaft befindet sich in der Avenue Ferdowsi 320–324 in Teheran, der Hauptstadt Irans.
Bis 1980 war der Botschafter in Teheran regelmäßig auch in Kabul akkreditiert.
| Ernannt       | Name                                              | Bemerkungen                                        | ernannt während der Regierung von    | akkreditiert während der Regierung von | Posten verlassen |
| ------------- | ------------------------------------------------- | -------------------------------------------------- | ------------------------------------ | -------------------------------------- | ---------------- |
| 15. Juli 1943 | Joaquim Eulálio do Nascimento e Silva             | 1927–1928: Generalkonsul in London.                | Getúlio Vargas                       | Mohammad Reza Pahlavi                  | 4. Mai 1944      |
| 1944          | João Carvalho de Morais                           | Geschäftsträger                                    | Getúlio Vargas                       | Mohammad Reza Pahlavi                  |                  |
| 25. Juni 1944 | Renato de Lacerda Lago                            |                                                    | Getúlio Vargas                       | Mohammad Reza Pahlavi                  | 17. Juni 1961    |
| 1945          | João Carvalho de Morais                           | Geschäftsträger                                    | José Linhares                        | Mohammad Reza Pahlavi                  |                  |
| 5. Dez. 1945  | Abelardo Bretanha Bueno do Prado                  |                                                    | José Linhares                        | Mohammad Reza Pahlavi                  | 3. Jan. 1947     |
| 1947          | Carlos Alberto de Oliveira Leite                  | Geschäftsträger                                    | Eurico Gaspar Dutra                  | Mohammad Reza Pahlavi                  |                  |
| 1947          | Francisco José Novaes Coelho                      | Geschäftsträger, 1977: Konsul in Westberlin        | Eurico Gaspar Dutra                  | Mohammad Reza Pahlavi                  |                  |
| 1947          | Décio Honorato de Moura                           | Geschäftsträger                                    | Eurico Gaspar Dutra                  | Mohammad Reza Pahlavi                  | 1950             |
| 1950          | Benedicto Roque da Motta                          | Geschäftsträger                                    | Eurico Gaspar Dutra                  | Mohammad Reza Pahlavi                  |                  |
| 19. Okt. 1950 | Ruy Pinheiro Guimarães                            |                                                    | Eurico Gaspar Dutra                  | Mohammad Reza Pahlavi                  | 22. März 1952    |
| 1952          | Sergio Mauricio Corrêa do Lago                    | Geschäftsträger                                    | Getúlio Vargas                       | Mohammad Reza Pahlavi                  |                  |
| 17. Mai 1952  | Hugo Gouthier de Oliveira Gondim                  |                                                    | Getúlio Vargas                       | Mohammad Reza Pahlavi                  | 1. Nov. 1952     |
| 1952          | Sergio Mauricio Corrêa do Lago                    | Geschäftsträger                                    | Getúlio Vargas                       | Mohammad Reza Pahlavi                  |                  |
| 18. Apr. 1954 | Antônio Mendes Vianna                             | 1952: Generalkonsul in Antwerpen                   | João Café Filho                      | Mohammad Reza Pahlavi                  | 5. Juli 1958     |
| 21. Jan. 1958 | Orlando Pimentel de Bittencourt Leal              | Geschäftsträger                                    | Juscelino Kubitschek                 | Mohammad Reza Pahlavi                  | 23. Sep. 1959    |
| 21. Jan. 1958 | Manoel Pio Corrêa Júnior                          |                                                    | Juscelino Kubitschek                 | Mohammad Reza Pahlavi                  | 23. Sep. 1968    |
| 1959          | Henrique Augusto de Araújo Mesquista              | Geschäftsträger                                    | Juscelino Kubitschek                 | Mohammad Reza Pahlavi                  | 1960             |
| 2. Feb. 1960  | Celso Raul Garcia                                 |                                                    | Juscelino Kubitschek                 | Mohammad Reza Pahlavi                  | 17. Juni 1961    |
| 1961          | Annibal Alberto de Albuquerque Maranhão           | Geschäftsträger                                    | Jânio Quadros                        | Mohammad Reza Pahlavi                  |                  |
| 5. Okt. 1961  | Aluísio Napoleão de Freitas Rego                  |                                                    | Jânio Quadros                        | Mohammad Reza Pahlavi                  | 20. Jan. 1969    |
| 1969          | Arnaldo Rigueira                                  | Geschäftsträger                                    | Emílio Garrastazu Médici             | Mohammad Reza Pahlavi                  |                  |
| 1. März 1969  | Laldulpho Antônio Borges da Fonsêca               |                                                    | Emílio Garrastazu Médici             | Mohammad Reza Pahlavi                  | 11. Mai 1971     |
| 1971          | Sérgio Tutlkian                                   | Geschäftsträger                                    | Emílio Garrastazu Médici             | Mohammad Reza Pahlavi                  |                  |
| 16. Sep. 1971 | Paulo Braz Pinto da Silva                         |                                                    | Emílio Garrastazu Médici             | Mohammad Reza Pahlavi                  | 20. Apr. 1973    |
| 1. Jan. 1975  | Paulo Afonso Souza Santos                         | Geschäftsträger                                    | Ernesto Geisel                       | Mohammad Reza Pahlavi                  | 6. Apr. 1975     |
| 7. Apr. 1975  | Aluysio Guedes Regis Bittencourt                  |                                                    | Ernesto Geisel                       | Mohammad Reza Pahlavi                  | 30. Nov. 1975    |
| 1. Dez. 1975  | Gil Roberto Fernando de Ouro-Preto                | Geschäftsträger                                    | Ernesto Geisel                       | Mohammad Reza Pahlavi                  | 31. Dez. 1975    |
| 1977          | Sérgio Augusto de Abreu e Lima Florêncio Sobrinho | Geschäftsträger                                    | Ernesto Geisel                       | Mohammad Reza Pahlavi                  |                  |
| 1978          | Aluísio Guedes Régis Bittencourt                  |                                                    | Ernesto Geisel                       | Mohammad Reza Pahlavi                  | 4. März 1980     |
| 1983          | Cesário Melantonio Neto                           | Geschäftsträger                                    | João Baptista de Oliveira Figueiredo | Ali Chamene'i                          |                  |
| 1984          | Jayo Coelho                                       | Geschäftsträger                                    | João Baptista de Oliveira Figueiredo | Ali Chamene'i                          |                  |
| 1986          | Hélder Martins de Moraes                          |                                                    | José Sarney                          | Ali Chamene'i                          | 1987             |
| 19. März 1987 | Ronald Leslie Moraes Small                        |                                                    | José Sarney                          | Ali Chamene'i                          |                  |
| 13. Dez. 1991 | Carlos Alberto Pessoa Pardellas                   |                                                    | Fernando Collor de Mello             | Akbar Hāschemi Rafsandschāni           |                  |
| 18. Mai 1994  | Sérgio Tutikian                                   |                                                    | Itamar Franco                        | Akbar Hāschemi Rafsandschāni           | 1996             |
| 17. Apr. 1996 | Cláudio Luiz dos Santos Rocha                     |                                                    | Fernando Henrique Cardoso            | Akbar Hāschemi Rafsandschāni           | 2001             |
| 27. Juni 2001 | Cesário Melantonio Neto                           |                                                    | Fernando Henrique Cardoso            | Mohammad Chatami                       | 2004             |
| 6. Okt. 2004  | Luiz Antônio Fachini Gomes                        |                                                    | Luiz Inácio Lula da Silva            | Mohammad Chatami                       |                  |
| 13. Mai 2008  | Antônio Luis Espinola Salgado                     | Am 21. Mai 2013 zum Botschafter in Ankara ernannt. | Luiz Inácio Lula da Silva            | Mahmud Ahmadinedschad                  | 2012             |
| 27. Feb. 2013 | Santiago Irazabal Mourão                          | (* 19. Juli 1952 in Uruguay)                       | Dilma Rousseff                       | Mahmud Ahmadinedschad                  |                  |